# Galileo (émission de télévision)
Pour les articles homonymes, voir Galileo.
Galileo est un programme de télévision allemand, qui est diffusé pour la première fois le 30 novembre 1998 originellement le lundi puis le dimanche entre 19 h 5 et 20 h 15 sur la chaîne de télévision ProSieben.
L'émission a été adapté en France et diffusé sur TMC de 2009 à 2010.

## Source de la traduction
- (de) Cet article est partiellement ou en totalité issu de l’article de Wikipédia en allemand intitulé « Galileo (Fernsehsendung) » (voir la liste des auteurs).